# Houston Film Critics Society
Houston Film Critics Society je nezisková organizace se základnou v Houstonu v Texasu. Každoročně předává na ceny Houston Film Critics Society Award těm nejlepším filmům z předchozího roku v Muzeu umění v Houstonu. Organizace byla založena v roce 2007 Dannym Mintonem a Nickem Nicholsem. Skládá se z 25 kritiků z tisku, rádia, televize a internetových publikací z okolí Houstonu. Prezidentem organizace je Joshua Starnes.